# Gymnocalycium catamarcense
Gymnocalycium catamarcense (укр. Гімнокаліціум катамаркський, Гімнокаліціум катамаркензе) — сукулентна рослина з роду гімнокаліціум (Gymnocalycium) родини кактусових (Cactaceae).

## Історія
Вид вперше описаний уродженцем Румунії, австрійським фахівцем, дослідником і першовідкривачем нових кактусів, експертом з лобівій, гімнокаліціумів і ребуцій Гансом Тіллєм (нім. Hans Till, 1920—2012) та його сином, куратором Гербарія Інституту та Ботанічного саду Віденського університету Вальтером Тіллєм (нім. Walter Till, 1920—2012) у 1995 році у виданні нім. «Gymnocalycium».

## Етимологія
Видова назва походить від місця зростання цього виду — провінції Катамарка.

## Ареал і екологія
Gymnocalycium catamarcense є ендемічною рослиною Аргентини. Ареал розташований у провінції Катамарка. Рослини зростають на висоті від до метрів над рівнем моря.

## Морфологічний опис
| Орган              | Опис                                                                                                  |
| ------------------ | --- |
| Рослини            | зазвичай поодинокі, приплюснуто-кулясті або кулясті.                                                  |
| Коріння            | |
| Стебло             | сіро-зелене, з втиснутою верхівкою, 3,5-6 см заввишки, 7,5-9 см в діаметрі.                           |
| Епідерміс          | |
| Ребра              | 9-26, широкі, округлі.                                                                                |
| Ареоли             | овальні, подовжені, з пухом яскраво-жовтого або жовтувато-коричневого кольору.                        |
| Аксили             | |
| колючки            | число мінливе — 5-9, зазвичай 7, плескаті, жовтуваті або світло-коричневі, сіріючі, часто двоколірні. |
| Центральні колючки | буває до 3, сильно вигнуті, але часто відсутні зовсім.                                                |
| Радіальні колючки  | близько 9, одна звернена вниз, інші — в сторони, часто перетинаються, 3 — 4 см завдовжки.             |
| Квіти              | білі до зеленувато-білих, 5-5.5 см завдовжки, 4-4.3 см в діаметрі.                                    |
| Бутони             | |
| Зовнішні пелюстки  | |
| Внутрішні пелюстки | |
| Тичинки            | |
| Маточка            | |
| Плоди              | зелені.                                                                                               |
| Насіння            | |

## Різновиди
Визнано три різновиди Gymnocalycium catamarcense номінаційний підвид — Gymnocalycium catamarcense subsp. catamarcense і підвиди acinacispinum — Gymnocalycium catamarcense subsp. acinacispinum H.Till & W.Till 1995 та schmidianum — Gymnocalycium catamarcense subsp. schmidianum H.Till & W.Till 1995.
- Підвид catamarcense має колючки двох кольорів; він широко поширений по всій Катамарці.
- Підвид acinacispinum має гострокутні, вертикальні ребра з різкими підборіддявидними виступами і світлими колючками; росте в Сьєрра-де-Манчіано.
- Підвид schmidianum відрізняється від підвиду catamarcense наявністю коричневих колючок, овальних в перетині; росте близько Тіногасти.

## Чисельність, охоронний статус та заходи по збереженню
Охороняється Конвенцією про міжнародну торгівлю видами дикої фауни і флори, що перебувають під загрозою зникнення (CITES).

## Систематика
У низці джерел, зокрема на сайті спільного інтернет-проекту Королівських ботанічних садів у К'ю і Міссурійського ботанічного саду «The Plant List» Gymnocalycium catamarcense розглядається як синонім Gymnocalycium pugionacanthum. Прийнятий як окремий вид Едвардом Фредеріком Андерсоном  — членом Робочої групи Міжнародної організації з вивчення сукулентних рослин (IOS), колишнім її президентом у його фундаментальній монографії з родини кактусових «The Cactus Family».